# Umapine
Umapine (kiejtése: uməpaɪn; korábban Vincent) az Amerikai Egyesült Államok Oregon államának Umatilla megyéjében, a washingtoni államhatártól két kilométerre elhelyezkedő statisztikai település, a Pendleton–Hermiston mikrostatisztikai körzet része. A 2020. évi népszámláláskor 285 lakosa volt.
A településen rendszeres kirakodóvásárt szerveznek, emellett számos kézműves és marhatenyésztő él itt. A népesség fehérekből és latinókból áll.

## Története
Egykor érintette a Walla Walla Valley Railway villamosvonala, melynek mentén fatelep működött. A vasutat 1942-ben felszámolták és helyén országutat alakítottak ki. Postája 1916-ban nyílt meg; mivel Vincent nevű település már létezett, ezért felvette a kajúz (mások szerint umatilla) Umapine törzsfőnök (Wakonkonwelasonmi) nevét. Több tüzet követően 1966-ban a postát bezárták.
Az 1936-os földrengés epicentruma Umapine volt; a közelben 15 centiméter széles, néhol 2,4 méter mély, vízzel telt repedések keletkeztek, ami a talajelfolyósodást jelzi. A rengések a temetőben a sírkövet 70%-át elfordították.

## Népesség
| 2010 | 315 |
| 2020 | 285 |

## Gazdaság
Két étterme (Tate’s Mercantile és Waterhole), valamint egy tejüzeme (Umapine Creamery) van. A Tate’s Mercantile egy korábbi posta épületében található, a Waterhole az 1940-es években nyílt meg. A település víztornya a pilóták számára tájékozódási pontként szolgál.

## Oktatás
Az 1911-ben megnyílt iskolának átlagosan száz tanulója volt. Sportegyesületük neve a Umapine Chiefs volt. 1984-ben az intézmény bezárt, és Umapine a ferndale-i (később a milton–freewateri) tankerület lefedettségi körzetébe került. Az 1990-es években egy helyi művész az épületben bronzöntödét nyitott; halálát követően a létesítmény romlásnak indult.

## Fordítás
- Ez a szócikk részben vagy egészben  az   Umapine, Oregon című angol Wikipédia-szócikk ezen változatának fordításán alapul.  Az eredeti cikk szerkesztőit annak laptörténete sorolja fel. Ez a jelzés csupán a megfogalmazás eredetét és a szerzői jogokat jelzi, nem szolgál a cikkben szereplő információk forrásmegjelöléseként.